# Conjecture de Kemnitz
La conjecture de Kemnitz est aujourd'hui un théorème de théorie additive des nombres d'après lequel, pour tout entier n > 0, parmi 4n – 3 éléments du groupe abélien fini (ℤ/nℤ)2, il en existe toujours n de somme nulle.
Arnfried Kemnitz avait formulé en 1983 cette conjecture comme une généralisation du théorème d'Erdős-Ginzburg-Ziv et l'avait réduite au cas où n est premier,. En 2000, Lajos Rónyai (hu) l'a démontrée pour 4n – 2 éléments si n est premier, et en 2001, Gao a étendu ce résultat partiel au cas où n est une puissance d'un nombre premier,. La conjecture complète a été démontrée à l'automne 2003, indépendamment, par Christian Reiher (en utilisant le théorème de Chevalley-Warning), et Carlos di Fiore.